# Tropicale Amissa Bongo
La Tropicale Amissa Bongo és una cursa de ciclisme de carretera que es disputa anualment al Gabon. La cursa per etapes, composta per vuit trams, forma part de l'UCI Africa Tour, en la qual els dos primers anys va estar classificada en la categoria 2.2 de la UCI i el 2008 va passar a la categoria superior 2.1.
El nom de l'esdeveniment vol rendir homenatge a Albertine Amissa Bongo, la filla de l'expresident de Gabon, Omar Bongo Ondimba, que va morir el 1993.
El 2008, la distància total de la cursa va ser de 594 quilòmetres. En canvi, el 2015 ja va ser de 966 quilòmetres.
El guanyador amb més victòries és el francès Anthony Charteau, que va guanyar la cursa tres vegades, entre 2010 i 2012.
Natnael Berhane, guanyador de l'edició 2014, és el primer ciclista africà a guanyar la prova.
A l'octubre de 2023, unes setmanes després del cop d'estat militar que va derrocar el president reelegit Ali Bongo, els organitzadors de la prova van anunciar l'anul·lació de l'edició de 2024.

## Palmarès
| Any  | Vencedor          | Segon                    | Tercer                  |         |
| ---- | ----------------- | ------------------------ | ----------------------- | ------- |
| 2006 | Jussi Veikkanen   | Frédéric Guesdon         | Ievgueni Sokolov        |         |
| 2007 | Frédéric Guesdon  | Pierre Rolland           | Jussi Veikkanen         |         |
| 2008 | Lilian Jégou      | Yann Pivois              | Rony Martias            |         |
| 2009 | Mathieu Ladagnous | Filipe Cardoso           | Pierre Rolland          |         |
| 2010 | Anthony Charteau  | Ian McLeod               | Julien Loubet           |         |
| 2011 | Anthony Charteau  | Andy Cappelle            | Adil Jelloul            |         |
| 2012 | Anthony Charteau  | Meron Russom             | Adil Jelloul            |         |
| 2013 | Yohann Gène       | Soufiane Haddi           | Gaëtan Bille            |         |
| 2014 | Natnael Berhane   | Luis León Sánchez Gil    | Egoitz García Etxegibel |         |
| 2015 | Rafaâ Chtioui     | Giovanni Bernaudeau      | Abdelkader Belmokhtar   |         |
| 2016 | Adrien Petit      | Andrea Palini            | Anthony Delaplace       |         |
| 2017 | Yohann Gène       | Issak Tesfom Okubamariam | Nikodemus Holler        |         |
| 2018 | Joseph Areruya    | Nikodemus Holler         | Damien Gaudin           |         |
| 2019 | Niccolò Bonifazio | Lorrenzo Manzin          | André Greipel           |         |
| 2020 | Jordan Levasseur  | Natnael Tesfatsion       | Emmanuel Morin          |         |
| 2021 | suspesa           | suspesa                  | suspesa                 | suspesa |
| 2022 | suspesa           | suspesa                  | suspesa                 | suspesa |
| 2023 | Geoffrey Soupe    | Hamza Amari              | Christopher Lagane      |         |